# Barleriola inermis
Barleriola inermis là một loài thực vật có hoa trong họ Ô rô. Loài này được Urb. & Ekman mô tả khoa học đầu tiên năm 1929.